# Laser a rubino
Un laser a rubino è un laser che usa un cristallo di rubino sintetico come mezzo di amplificazione della luce. 
Fu il primo tipo di laser inventato, e fu acceso per la prima volta da Theodore Harold Maiman agli Hughes Research Laboratories il 16 maggio 1960.
Il laser a rubino produce impulsi di luce visibile a una lunghezza d'onda di 694,3 nm, che appare rosso scura all'occhio umano. Gli impulsi hanno durata dell'ordine del millisecondo, e possono essere percepiti a occhio nudo se l'osservatore guarda attentamente il punto colpito dall'impulso.

## Applicazioni
L'uso dei laser a rubino è andato decadendo con la scoperta di migliori materiali laser, tuttavia sono ancora usati in alcune applicazioni dove è necessario generare brevi impulsi di luce rossa. Gli olografisti in tutto il mondo producono ritratti olografici con laser a rubino, con dimensioni che arrivano fino a un metro quadro: la luce laser rossa da 694 nm è preferita a quella verde da 532 nm dei laser Nd:YAG a frequenza raddoppiata. 
Molti laboratori che conducono test non distruttivi usano dei laser a rubino per produrre ologrammi di grossi oggetti, come pneumatici per aerei, per cercare debolezze nei rivestimenti o nelle superfici. Questi laser sono anche usati comunemente per la rimozione dei tatuaggi e dei peli superflui, ma stanno venendo sostituiti a questi scopi da laser ad alessandrite e laser Nd:YAG.

## Progetto
Il laser a rubino è un laser a stato solido a tre livelli. 
Il mezzo attivo (mezzo di guadagno/amplificazione) è una bacchetta di rubino sintetico che viene energizzata da una pompa ottica, in genere una luce stroboscopica allo Xeno. Nei primi esemplari di questo laser le estremità della bacchetta dovevano essere accuratamente lucidate, in modo che le facce di uscita fossero piatte a meno di un quarto della lunghezza d'onda della luce in uscita e fossero anche parallele a meno di pochi secondi d'arco; le estremità venivano poi argentate, una parzialmente e l'altra completamente, per formare gli specchi della cavità risonante. 
La bacchetta con la parte riflettente si comporta così come un etalon di Fabry-Pérot (o di Gires-Tournois). Le versioni moderne di questo laser invece hanno le estremità lucidate e tagliate ad angolo, più precisamente all'angolo di Brewster, per impedire le riflessioni, e formano una cavità risonante grazie a specchi dielettrici esterni. Di solito si usano specchi curvi per ridurre le tolleranze di allineamento.